# Мој рођак Вини
Мој рођак Вини (енгл. My Cousin Vinny) америчка је криминалистичка филмска комедија из 1992. године, режисера Џонатана Лина, према сценарију који је написао Дејл Лонер. Главне улоге у филму играју Џо Пеши, Ралф Мачио и Мариса Томеј. Радња прати два младића, Билија и Стена, који, пролазећи кроз градић у Алабами, неспоразумом бивају оптужени за убиство власника продавнице у коју су свратили. Као адвоката позивају Билијевог рођака Винија Гамбинија, не знајући да је он тек примљен у адвокатску комору.
Филм је остварио критички и комерцијални успех, а критичари су највише похвалили глуму. Мариса Томеј је освојила Оскара за најбољу споредну глумицу. Адвокати су такође похвалили филм због прецизног приказа кривичног поступка и суђења.

## Радња
Возећи се кроз Алабаму, Бил Гамбини и Стен Ротенстин, студенти из Њујорка, свраћају у једну продавницу. Након што оду, власник продавнице је опљачкан и убијен. Због посредних доказа, Бил је оптужен за убиство првог степена, а Стен као саучесник. Њих двојица мисле да су ухапшени зато што је Бил случајно заборавио да плати конзерву туњевине. Они ангажују Биловог рођака, Винија Гамбинија, адвоката из Бруклина. Вини је тек примљен у адвокатску комору и нема искуства са суђењем. У Алабаму стиже са својом вереницом, Мона Лизом Вито, која потиче из породице механичара.
Вини завара судију, Чемберлена Холера, да је довољно искусан за случај. Међутим, Холер га више пута укори због непоштовања суда због његовог абразивног става и непознавања поступка суђења. На изненађење Била и Стена, Вини не испитује ниједног од сведока на прелиминарном саслушању. Иако му недостаје оружје којим је почињено убиство, окружни тужилац Џим Тротер III има јак случај. Након Винијевог лошег наступа на саслушању, Стен га отпушта и узима јавног браниоца Џона Гибонса. Међутим, Гибонсови живци и тешко муцање помажу тужилаштву.
Вини надокнађује своје неискуство агресивним и перцептивним стилом испитивања. Приликом унакрсног испитивања првог сведока користи своје знање о времену кувања гриза како би га натерао да призна да је његова процена времена била нетачна, што значи да не може да потврди колико је времена прошло од тренутка кад су Бил и Стен напустили продавницу до тренутка убиства. Стен отпушта јавног браниоца и поново ангажује Винија, који дискредитује следећа два сведока доводећи у питање њихову способност да изврше позитивну идентификацију због препрека у видокругу и оштећеног вида.
Тротер доводи изненадног сведока, аналитичара ФБИ-а, Џорџа Вилбура. Вини приговара, пошто га Тротер није обавестио унапред, али Холер злобно одбацује приговор. Вилбур сведочи да су узорак и хемијска анализа трагова гума остављених на месту злочина идентични гумама на Биловом аутомобилу. У унакрсном испитивању, Вилбур признаје да су гуме на Биловом аутомобилу најпопуларнија врста гума у Америци.
Холер одређује паузу за ручак након Вилбуровог сведочења. Вини тражи цео дан паузе да би се добро припремио за унакрсно испитивање, али Холер одбија. Док се мучи да се припреми, Вини се обруши на Лизу, али схвата да једна од њених фотографија садржи кључ случаја: трагови гума преко ивичњака откривају да Билов ауто није могао да се користи за бекство.
Након што је замолио локалног шерифа за услугу, Вини одвлачи љуту Лизу на суд да сведочи као вештак за аутомобиле. Лиза сведочи да је само аутомобил са независно блокирајућим диференцијалом могао оставити трагове гума, што искључује Билов Buick Skylark из 1964. године. Један модел аутомобила са овим карактеристикама је Pontiac Tempest из 1963, сличног изгледа. Зато што су оба оба аутомобила у власништву General Motors-а, Pontiac Tempest је такође био доступан у истој металик зеленој боји као и Билов аутомобил. Вини испитује Вилбура, који потврђује ову информацију, дискредитујући сопствено сведочење. Вини затим позива шерифа, који сведочи да су двојица младића који одговарају Биловим и Стеновим описима ухапшена у Џорџији због вожње украденог металик зеленог Pontiac Tempest-а и поседовања пиштоља истог калибра који је коришћен за убиство. Тротер одбацује све оптужбе. Судија честита Винију, а док се одвозе, Вини и Лиза се препиру око планова за венчање.

## Улоге
| Глумац         | Улога                  |
| -------------- | ---------------------- |
| Џо Пеши        | Винсент Вини Гамбини   |
| Ралф Мачио     | Вилијам Били Гамбини   |
| Мариса Томеј   | Мона Лиза Вито         |
| Мичел Витфилд  | Стен Ротенстин         |
| Фред Гвин      | судија Чемберлен Холер |
| Брус Макгил    | шериф Дин Фарли        |
| Лејн Смит      | тужилац Џим Тротер     |
| Остин Пендлтон | адвокат Џон Гибонс     |
| Мори Чајкин    | Сем Типтон             |
| Рејнор Шејн    | Ерни Крејн             |
| Џејмс Ребхорн  | Џорџ Вилбур            |
| Крис Елис      | Џ. Т.                  |
| Полин Мајерс   | Констанс Рајли         |